# Peter C. Hägele
Peter C. Hägele (* 1941 in Stuttgart) ist ein deutscher Physiker.

## Leben
Hägele war von 1978 bis zu seinem Ruhestand 2006 Professor für Physik an der Abteilung für Angewandte Physik der Universität Ulm. Er leitete dort eine theoretische Arbeitsgruppe, die sich mit der Berechnung von Kettenkonformationen und Kettenpackungen (Molekulare Modellierung), Gitterdynamik und Phasenübergängen für ein quantitatives Verständnis von Polymeren befasste. Seit Langem beschäftigt er sich auch mit wissenschaftstheoretischen Themen und dem Verhältnis von christlichem Glauben und den Naturwissenschaften. Er ist Gründungsmitglied der Karl-Heim-Gesellschaft und Kuratoriumsmitglied des SMD-Instituts für Glaube und Wissenschaft. Ihm ist wichtig zu argumentieren und zu bekennen, dass es kein Widerspruch ist, Christ und zugleich Naturwissenschaftler zu sein. Er tut dies in vielen Vorträgen zu dieser Thematik an Universitäten und in Gemeinden. Er leitet zudem Arbeitsgruppen am Zentrum für Allgemeine Wissenschaftliche Weiterbildung (ZAWiW) und ist Lehrbeauftragter am Humboldt-Studienzentrum für Geisteswissenschaften und Philosophie (HSZ) der Universität Ulm.
Peter C. Hägele ist verheiratet und hat vier Kinder.

## Schriften
Hägele veröffentlichte Schriften, die sich im Grenzbereich zwischen Wissenschaft und Glauben ansiedeln.